# Dacnopilio
Dacnopilio is een geslacht van hooiwagens uit de familie Phalangiidae (Echte hooiwagens).
De wetenschappelijke naam Dacnopilio is voor het eerst geldig gepubliceerd door Roewer in 1911. 

## Soorten
Dacnopilio omvat de volgende 4 soorten:
- Dacnopilio armatus
- Dacnopilio kraepelini
- Dacnopilio quadridentatus
- Dacnopilio scopulatus